# شارون آنجلا
شارون آنجلا (انگلیسی: Sharon Angela) یک هنرپیشه، فیلم‌نامه‌نویس، و کارگردان اهل ایالات متحده آمریکا است.